# Gorazd II (Pavlík)
Gorazd II, właściwie Matěj Pavlík, cs. Swiaszczennomuczenik Gorazd, jepiskop Bogemskij i Morawo-Silezskij (ur. 26 maja 1879 w Hrubá Vrbka, zm. 4 września 1942 w Pradze) – święty prawosławny, biskup Czech, Moraw i Śląska, założyciel i organizator Kościoła Prawosławnego Czechosłowacji.

## Życiorys
Matěj Pavlík pochodził z Moraw. Studiował w Kromieryżu i Ołomuńcu. Święcenia kapłańskie przyjął w obrządku łacińskim w 1902. Następnie pracował jako kapelan szpitalny w rzymskokatolickiej archidiecezji ołomunieckiej. Był publicystą katolickim, orędownikiem przywrócenia w Kościele czeskim obrządku słowiańskiego (głagolickiego).
Po I wojnie światowej w niepodległej Czechosłowacji związał się z ruchem Precz od Wiednia, precz od Rzymu. Przystąpił do modernistycznej grupy duchownych katolickich, która w 1920 założyła narodowy Kościół Czechosłowacki.
W 1921 Matěj Pavlík został wybrany biskupem śląsko-morawskim Kościoła Czechosłowackiego. Jako sympatyk słowiańskiej tradycji liturgicznej był emisariuszem w kontaktach z prawosławnymi hierarchami kościelnymi na Bałkanach. Prowadził negocjacje w celu uzyskania dla biskupów Kościoła Czechosłowackiego sukcesji apostolskiej.
W 1921 wstąpił do prawosławnego klasztoru. Na pamiątkę pierwszego słowiańskiego metropolity morawskiego przyjął imię zakonne Gorazd. 25 września 1921 otrzymał chirotonię biskupią w obrządku bizantyjskim z rąk patriarchy Serbii, Dymitra. Jako propagator obrządku wschodniego nie mógł dojść do porozumienia w kwestiach doktrynalnych z czeskim teologiem Karelem Farskim. W 1924 wraz z częścią wiernych odszedł z Kościoła Czechosłowackiego zakładając Kościół Prawosławny Czechosłowacji.
Był organizatorem i pierwszym zwierzchnikiem Cerkwi prawosławnej w Czechosłowacji. W okresie międzywojennym pozyskał dla swojej wspólnoty grupę Rusinów Zakarpackich, co pozwoliło na odrodzenie Kościoła prawosławnego na Słowacji. W 1938 po utracie kontaktów z Patriarchatem Serbii podporządkował się jurysdykcji arcybiskupa prawosławnej archieparchii berlińskiej Rosyjskiego Kościoła Prawosławnego poza granicami Rosji.
Biskup Gorazd II zginął śmiercią męczeńską rozstrzelany przez Niemców 4 września 1942 na strzelnicy w Kobylisach. Była to kara za udział prawosławnych w ukrywaniu zamachowców na życie Reinharda Heydricha. 
W 1997 roku został pośmiertnie odznaczony Orderem Tomáša Garrigue Masaryka I klasy.

## Kult
Gorazd został kanonizowany przez Kościół Prawosławny Czechosłowacji w 1987 i jest największym jego współczesnym świętym.
W ikonografii święty Gorazd przedstawiany jest jako starszy mężczyzna w liturgicznych biskupich szatach, przyozdobionych krzyżami oraz z mitrą na głowie. Ma krótką, przyprószoną siwizną brodę. Prawą dłoń unosi w błogosławieństwie, w lewej trzyma Ewangelię.
Jego wspomnienie liturgiczne obchodzone jest 22 sierpnia/4 września tj. 4 września według kalendarza gregoriańskiego.